# Michel le basque
Michel Etchegorria  "le basque" fue un pirata labortano nacido en San Juan de Luz que, a mediados del siglo XVII, sembró el terror en las costas del Caribe.

## Biografía
Fue buen amigo y aliado de Jean-David Nau, más conocido como El Olonés, que según se cuenta tenía como costumbre arrancar los corazones de sus víctimas y comérselos cuando aún palpitaban. En 1666, Michel le basque y El Olonés emprendieron su más ambiciosa campaña: el saqueo de Maracaibo, para la época una de las ciudades más importantes del Caribe suroccidental con cerca de 4000 habitantes, puerto de exportación de cacao que contaba con una guarnición de más de 250 hombres y 14 cañones. El asalto fue extendido a Gibraltar, que fue incendiada al desatarse una epidemia entre la tripulación. Los piratas permanecieron cerca de dos meses, saldándose con la pérdida de 40 hombres frente a 500 de los defensores españoles. 
En 1667 Michel volvería a Maracaibo a bordo del bergantín ‘’La Providence’’ (Providencia) de 14 cañones. En esta oportunidad se lleva como rehenes a los notables de la ciudad exigiendo un elevado rescate.
El Gobernador de Cartagena de Indias intentó vengarse de ambos piratas organizando una fuerte flota, pero consiguiendo escaso resultado y perdiendo algunos de sus buques a cambio de los que la leyenda dice que recibió una carta de agradecimiento del propio Michel.

## El saqueo de Maracaibo y Gibraltar (1666)
En 1666 El Olonés y Michel le basque armaron una pequeña flota de 8 naves y 650 hombres con la misión de atacar las costas del Caribe meridional. La flota pirata zarpó de la isla de la Tortuga y navegó por el golfo de Venezuela directamente a la boca del lago de Maracaibo, donde se encontraba el Castillo de San Carlos armado con 16 cañones para proteger la barra de Maracaibo. Los piratas desembarcaron después de un intenso duelo de artillería y lo tomaron en menos de tres horas. De allí marcharon rumbo a Maracaibo y encontraron la ciudad totalmente vacía, pero obtuvieron grandes cantidades de alimentos, animales de granja, vino y mucho coñac. La expedición fue un éxito con un gran botín de unos 20.000 reales, mercancías diversas y 20 prisioneros que fueron cruelmente torturados. Se apoderaron de las mejores casas para vivienda de la tropa e hicieron del recinto de la catedral su cuartel. No conforme con el saqueo de Maracaibo, el Olonés mandó un contingente para capturar a las personas que encontraran y que, una vez hechos prisioneros, darían noticias sobre el lugar donde se encontraban ocultos los tesoros ambicionados. Los saqueos y las torturas fueron más terribles que nunca. Las iglesias fueron quemadas y todos los barcos enemigos destruidos. El botín recaudado fue cuantioso. Esta suerte de carnicería fue provocada entre otras cosas por el enorme odio que el Olonés profesaba contra los españoles, según testimonio del médico de a bordo de la flota pirata, Alexandre Olivier Exquemelin.
Durante dos meses continuaron asaltando las plantaciones, aprisionando gente para su esclavitud y acumulando toda clase de riquezas, comida y bienes que pudieran transformar en dinero. Los prisioneros ricos eran torturados sistemáticamente con el fin de averiguar dónde guardaban el resto de las riquezas que poseían.
Después de la expedición de Maracaibo, los piratas se movilizan hasta Gibraltar, al sur del lago de Maracaibo, importante sitio de embarque de cacao y del tabaco Varinás muy apreciados en Europa, donde arrasan con la guarnición de 500 soldados españoles. No obstante el pago de un rescate de 20.000 piezas de oro y 500 cabezas de ganado, el Olonés saquea la ciudad obteniendo un botin de 260.000 piezas de oro, joyas, lingotes de plata, sedas y esclavos. El desastre infligido a Gibraltar fue tan grande que la ciudad nunca más llegó a recuperarse de semejante ataque. Los filibusteros festejaron grandemente con bailes y juegos, en poco tiempo dilapidaron la fortuna recién adquirida. En tres semanas los piratas gastaron el botín en las tabernas y en los prostíbulos de Maracaibo.
La historia de los ataques a Maracaibo y Gibraltar, aunque muy suavizada y con muchas licencias, es utilizada por Emilio Salgari en su novela El Corsario Negro.
De regreso a la isla de La Tortuga, el Olonés se gana el mote de "Calamidad de los Españoles" (Fléau des Espagnols) por su cruel ferocidad en los ataques a las costas venezolanas. Michel volvería a saquear Maracaibo en 1667.